# هارون الكيلاني
هارون قربوص الكيلاني (بالإنجليزية: Haroun Al Kilani) كاتب ومخرج مسرحي جزائري، ولد بالأغواط (الجزائر) في 10 يونيو 1968.

## أعماله
كتب واقتبس وأخرج أكثر من 20 عملاً مسرحياً؛ فقد اقتبس وترجم عن موليير «طبيب رغم أنفه» و«البخيل»، واقتبس عن شكسبير «الملك لير» و«هاملت»، وعن ألبير كامو رواية الغريب، وعن سارتر «الغثيان» و«سن الرشد»، وعن ديستوفكسي «التمساح»، وعن فرانز كافكا «المحضر». اشتغل على المسرح في مسرحيات منها: مسرحية (البعد القريب) بقصر المرهون بمنطقة الميلق الاغواط (قصر قديم عبارة عن اثار في منطقة بعيد عن المدينة) يعتمد على الطين والرمل والقماش والفحم ومواد ترابية أخرى 1989، ومسرحية (الصوت الأصفر) عرضت ليلا بأحد القصور القديمة بولاية الاغواط (قصر سيدي بوزيد)و بالأودية والمساحات الفارغة تعتمد على بقايا المعادن 2008، ومسرحية (حدث غدا) عرضت ليلا على كامل مساحة برج موسى ببجاية عام 2016، تعتمد على بقايا المعادن والتكنولوجيا. كما قدّم عرضاً بعنوان (تبراع) إخراج وسينوغرافيا في شوارع نواكشوط بموريتانيا اعتمد على الثقافة العربية الحسانية والإفريقية نص مقتبس عن الضباب لصاحبة حميد فارس من الإمارات في إطار ورشات التجديد المسرحي للهيئة العربية للمسرح.
في الإذاعة، عمل منشط حصص ثقافية أدبية وفلسفية شملت برامج نوافذ، قلم بنفسجي، أفكار ورؤى. كما سجل حوارات مع مختلف القنوات الإذاعية بالجزائر وقنوات عربية عديدة. اشتغل مع الهيئة العربية للمسرح كمشارك ومنظم وعضو لجنة انتقاء ومداخل  في الملتقيات الفكرية الأكاديمية؛ يشتغل الآن على مسرح مابعد الدراما.

## التكريمات
حاز على العديد من الجوائز المحلية والوطنية والدولية، في السينوغرافيا والإخراج والتمثيل.[بحاجة لمصدر]
- كرم بالمهرجان الدولي للمسرح المحترف ببجاية الجزائر.
- كرم بالمهرجان الوطني لمسرح الهواة بمستغانم الجزائر
- كرم بالمهرجان العربي للمسرح بالقاهرة بمصر
- كرم في مهرجان صور الدولي للمسرح بلبنان
- كرم من الرابطة الألمانية للفنون واعداد الممثل
- كرم من طرف الجامعة العراقية بجائزة أحسن مخرج لسنة  2014من طرف الدكتور اياد السلامي
- كرم من طرف محافظة مهرجان قفصة بتونس للمسرح العربي
- كرم من طرف محافظة مهرجان المونودرام بالأغواط
- كرم من طرف اتحاد المسرحيين الموريتانيين
- كرم من طرف المسرح الوطني الجزائري
- كرم في مهرجان قرطاج الدولي للمنودرام بتونس
- كرم في المهرجان العربي للمسرح بدوز تونس
- كرم من طرف مركز المناظرات الجزائري
- كرم من طرف مجموعة تنوين مكتب الاغواط

## أعمال
مثل دور القاضي في مسرحية (انسوا هيروسترات) المسرح الوطني
- أخرج مسرحية (أمود) تحت اشراف المسرح الوطني الجزائري
- ألف وأخرج مسرحية ووضع سينوغرافية وادي الخير موجهة للمراهقين  مع مسرح عنابة
- ألف وأخرج مسرحية ماذا ستفعل الآن مع مسرح سيدي بلعباس
- أخرج مسرحية شاهد وشواهد تحت اشراف المسرح الوطني
- أخرج مسرحية زبانة تحت اشراف المسرح الوطني
- كتب مسرحية صواعد للمسرح الجهوي لمعسكر
- مخرج وسينوغراف مسرحية ليلة القبض على جحا إنتاج جمعية بن شنب وقطاع الثقافة بالمدية الجزائر
- كتب للمسرح الجهوي لسوق اهراس. الجزائر مسرحية (الدب أو التحولات) عن رائعة أبوليوس لوكيوس (الحمار الذهبي)
- كتب وأخرج وصمم سينوغرافيا مسرحية (107) إنتاج جمعية الاقواس ولاية المدية الجزائر.
- كتب وأخرج وصمم سينوغرافيا مسرحية (حدث غدا) إنتاج محافظة المهرجان الدولي للمسرح ببجاية. الجزائر
- كتب وأخرج ووضع سينوغرافيا مسرحية (ريق الشيطان) مع جمعية الناقوس للمسرح والسينما.
- سينوغراف ومخرج عرض فضاء الصحراء (إيمان أمان) باللهجة التارقية مع فناني مسرح جانت
- سينوغراف وكاتب ومخرج عرض (صهيل) شكل مسرح الصحراء قدم في مهرجان الشارقة للمسرح الصحراوي 2016
- سينوغراف ومخرج عرض (تبراع) في موريتانيا إنتاج الهيئة العربية للمسرح
- أخرج وصمم سينوغرافيا مسرحية (يا ليل)  نص للكاتب المغربي عبد الكريم برشيد إنتاج المسرح الجهوي بقسنطينة.
- كتب وأخرج الفيلم الوثائقي (أه يا لقواط) تصوير أحميدة كويسي 1991
- لعب دور الشاب واخرج الفيلم القصير (نقاط ضائعة) صوره وأنتجه محمد لقرع 1996
- لعب دور المجنون في الفيلم القصير (سقوط الأغواط) أخرجه معامير مخلوف 1996
- لعب دور أب كنيسة  في مسلسل عيسات إدير للمخرج الأردني كمال لحام 2008
- أخرج فيلم (الشيخ أمود) تصوير وتركيب سعداوي لعرج 2012
- أخرج فيلم (وادي الخير) تصوير احمد بن الطاهر وتركيب يوسف سويقات 2013
- لعب دور (الدرويش) في الفيلم الوثائقي ابن ناصر بن شهرة لمخرجه احمد شناف 2016
- لعب دور (المخزومي) في مسلسل طوق النار للمخرج الأردني بسام المصري2017
- أخرج كليب لأغنية gamr ellil فرقة (Nomades نوماد 2017
- لعب دور شيخ الحركاتة في فيلم (الحناشية) لمخرجه بوعلام عيساوي 2018
- سجل حصص ولقاءات مع التلفزيون الجزائري والعديد من القنوات العربية الخاصة والعمومية.
- ضيف حصة (و انتم أيضا) تنشيط وإعداد الصحفي أحمد بن الصبان للتلفزيون العمومي الجزائري

من ورشات عمل ذات العلاقة التي شارك بها: ورشة إعداد الممثل بالمهرجان العربي للمسرح دورة الرباط 2014، وأطر ورشة الإخراج بالمسرح الوطني الجزائري أوت 2019، وأطر ورشة الإخراج بالمخيم الفني العربي بتونس 2019

## المؤلفات
- بوغا أو الرمل الحار..عن دار الجزائر تقرأ.
- كتاب «ثلاثية التيه والتدبر»
- كتاب تاريخ المسرح في مدينة الأغواط
- نشر في الكثير من الجرائد الجزائرية والعربية أهمها (المسرح العربي الصادرة عن الهيئة العربية للمسرح بالإمارات، جريدة الأهرام ومسرحنا الصادرتين بمصر، مجلة الفيصل السعودية...)